# Intertitolo

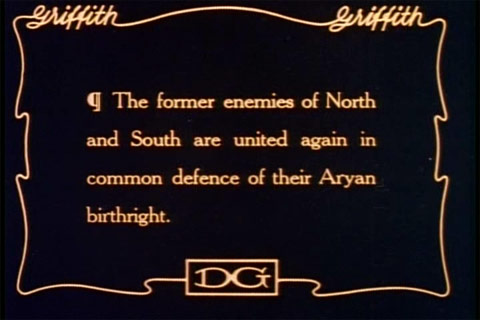
Intertitolo usato in Nascita di una nazione (1915)

L'intertitolo è una linea di testo inserita fra due scene di un film e riportante dei commenti descrittivo-esplicativi o brevi dialoghi.

## Storia
Gli intertitoli precorrono i moderni sottotitoli e risalgono alle origini del cinema, quando venivano utilizzati nei film muti per riportare i dialoghi degli attori. Sebbene vi siano degli antecedenti negli spettacoli delle lanterne magiche e in altre forme di proto-cinema, secondo quanto riporta il libro The British Film Catalogue di Denis Gifford, il primo film a presentare degli intertitoli sarebbe Our New General Servant, diretto nel 1898 da Robert W. Paul. Secondo terzi, il primato spetterebbe invece al corto del 1901 Scrooge, or, Marley's Ghost, diretto da Robert W. Paul e passato alla storia per essere il primo adattamento di un romanzo di Charles Dickens, oppure alla pellicola Uncle Tom’s Cabin, diretta due anni dopo da Edwin S. Porter. Gli intertitoli divennero di uso generale a partire dagli anni 1910. Si assistette alla loro decadenza a partire dalla nascita del cinema sonoro.